# Marcignana
Marcignana è una frazione del comune di Empoli, centro abitato con una popolazione di circa mille abitanti, nella città metropolitana di Firenze.

## Geografia fisica

### Territorio
Situata nel Valdarno inferiore, nei pressi della confluenza tra il fiume Arno e il suo affluente Elsa, dista circa 5 km dal capoluogo comunale. L'area è pianeggiante, impostata su terreni alluvionali prevalentemente coltivati.
Marcignana è sviluppata prevalentemente lungo due strade: la via della nave di Marcignana (nome assunto dal traghetto che trasportava nelle vicinanze sulla riva opposta fino ai primi del XX secolo) e la perpendicolare SP 10, che localmente assume il nome di via Val d'Elsa. La prima costituisce l'asse più antico del paese, lungo il quale si trovano la chiesa (allineata parallelamente alla via) e le case più vecchie, tra cui alcuni pregevoli complessi tipicamente rurali. 
La realizzazione ottocentesca della strada tra il ponte alla Motta e Osteria Bianca ha fornito invece la seconda direzione di sviluppo del paese, il quale negli ultimi decenni ha visto la costruzione di nuove urbanizzazioni nel quadrante a NO dell'incrocio tra le due strade citate.

### Accessibilità
Attualmente si incrociano a Marcignana due strade provinciali (la SP 10 e la SP 11), la cui origine risale alla metà dell'Ottocento, quando fu realizzato il ponte sull'Arno presso Bocca d'Elsa, che andò a sostituire il servizio di traghettamento della Motta, presso Pagnana. Una volta terminata la costruzione del ponte (16 dicembre 1835), per agevolare l'utilizzo della nuova opera furono tracciate due nuove strade carrabili, entrambe caratterizzate da un andamento rettilineo. 
Una portava da Empoli al ponte, staccandosi dalla strada Regia Postale Livornese di fronte al convento di Santa Maria a Ripa (ancora oggi in corrispondenza del trivio si trova un indicatore di epoca lorenese); l'altra collegava il ponte a Osteria Bianca, dove si incontrava con la stessa via Livornese e la via per Poggibonsi lungo la val d'Elsa.
Un servizio di traghettamento sull'Elsa collegava poi Marcignana al nucleo abitato di Isola, appena ad di là del fiume. Ne rimane testimonianza nella toponomastica, con la via della nave di Marcignana, che costeggiando la chiesa di San Pietro arriva in linea retta al fiume Elsa. Oggi nei pressi di Marcignana vi è un'uscita (Empoli Ovest) della Strada di grande comunicazione Firenze-Pisa-Livorno.

## Storia
La prima testimonianza su Marcignana, secondo il Repetti, si trova in un documento del 24 maggio 883: è l'atto di enfiteusi di beni in Marciniana, nel piviere di S. Ginesio (presso San Miniato), dal vescovo di Pisa a Gumberto da Firenze.
A Lucca, il 2 agosto 991, è stato emesso un altro atto di enfiteusi di beni e rendite nelle ville di Marcignana, Briscana (Brusciana), Padule (Castelluccio), Cerbajola, Planectule (Pianezzoli) ecc. nel piviere di S. Genesio di Vicho Vallari dal vescovo di Lucca ai figli di Ugo di S. Miniato.
Successivamente il nome di Marcignana è legato principalmente alla chiesa di San Pietro, rammentata per la prima volta in una bolla papale del 1194 e inizialmente appartenente alla diocesi di Lucca, poi a quella di San Miniato, alla quale appartiene tuttora.
Dal punto di vista amministrativo Marcignana è sempre stata zona di confine: nel medioevo era sotto la giurisdizione di San Miniato, mentre la vicina Pagnana apparteneva a Firenze, oggi fa parte del comune di Empoli e quindi della provincia di Firenze, i cui confini a sud dell'Arno seguono il corso dell'Elsa.

## Monumenti e luoghi di interesse
Oltre alla citata chiesa di San Pietro, di origine romanica e i cui ultimi restauri sono terminati nel 2005, a Marcignana è presente una scuola primaria dedicata a Dante Alighieri, situata al centro del paese nei pressi della chiesa. La struttura risale all'edilizia degli anni sessanta, con un piano unico, cinque aule e, intorno, un ampio giardino. Ad agosto 2020 sono iniziati i lavori di demolizione dell'attuale plesso scolastico per ricostruirne uno nuovo entro il 2021.
Nel paese vi sono inoltre due circoli ricreativi: alle spalle della chiesa si trovano i locali del circolo MCL, con bar, sala cinema-teatro e strutture sportive all'aperto. Sulla strada provinciale, proprio di fronte all'incrocio della via della nave di Marcignana, si trova la Casa del Popolo, circolo ARCI con bar e sala da ballo, dove si svolge la "Sagra del Ranocchio", in una struttura con un monumento ai caduti della prima guerra mondiale a bassorilievo sulla facciata, coronata da balaustra.